# Пам'ятники Тернопільської області
Пам'ятники Тернопільської області.
На Тернопільщині під охороною держави — понад 1900 пам'яток історії і культури, пам'ятних знаків та меморіальний таблиць.

## Пам'ятники уродженцям Тернопільщини
У пам'ятниках увічнено пам'ять про видатних діячів науки, культури та історії—уродженців Тернопільщини:
- художника Якова Струхманчука (с. Росоховатець Козівського району),
- народного героя Степана Наливайка (смт Гусятин),
- художників братів М. та Т. Бойчуків (с. Романівка Теребовлянського району),
- вченого І. Пулюя (смт Гримайлів Гусятинського району),
- композитора Василя Барвінського (м. Тернопіль, меморіальна дошка),
- композитора О. Вітошинського (с. Денисів Козівського району),
- композитора М. Гайворонського (м. Заліщики);
- артиста і режисера К. Рубчакової (м. Чортків),
- режисера Леся Курбаса (м. Тернопіль (пам'ятник знак), с. Старий Скалат Підволочиського району),
- режисера М. Бенцаля (м. Тернопіль),
- артиста М. Крушельницького (с. Пилява Бучацького району);
- правника С. Дністрянського (м. Тернопіль, меморіальна дошка),
- фольклориста та етнографа Володимира Гнатюка (м. Тернопіль, с. Велеснів Монастириського району),
- письменника Богдана Лепкого (с. Жуків, м. Бережани, с. Крогулець Гусятинського району),
- письменника Юліана Опільського (м. Тернопіль, меморіальна дошка),
- письменниці І. Блажкевич (с. Денисів Козівського району)
- письменника Т. Федорів (с. Денисів Козівського району),
- письменників Б. Харчука та І. Горбатого (с. Лози Збаразького район),
- письменника Т. Бордуляка (с. Великий Ходачків Козівського район),
- письменника К. Студинського (с. Кип'ячка Тернопільського району),
- співців стрілецької слави Р. Купчинського (с. Розгадів Зборівського району), С. Чарнецького (с. Шманьківчики Чортківського району),
- провідника УПА Д. Клячківського, (Клима Савура; м. Збараж),
- священиків о. В. Герасимовича (с. Терпилівка), о. С. Качали (с. Шельпаки, обидва — Підволочиського району) та інші.

## Пам'ятники і пам'ятні знаки відомим діячам
На території Тернопільської області споруджено пам'ятні знаки і пам'ятники видатним діячам, зокрема 130 пам'ятників Тарасові Шевченку, 35 — Іванові Франку, увічнено пам'ять про Степана Бандеру, Миколу Лисенка, Василя Стефаника, Ярослава Стецька, Василя Стуса, Лесю Українку, Богдана Хмельницького, Вячеслав Чорновола та інших.